# Sistemazioni di piano
Le sistemazioni di piano servono a favorire il deflusso delle acque quando le precipitazioni superano la capacità di assorbimento del terreno agrario. Sono tanto più importanti quando minore è la permeabilità del terreno.
Il ristagno idrico comporta gravi inconvenienti fino a precludere completamente la capacità produttiva del terreno. Possiamo ricordare:
- asfissia radicale: la presenza di acqua impedisce gli scambi gassosi ed il terreno, a livello radicale, si impoverisce di ossigeno;
- impoverimento di nitrati per dilavamento e per denitrificazione;
- destrutturazione del terreno;
- instaurazione di condizioni favorevoli allo sviluppo delle crittogame parassite.

## Fognatura e drenaggio
La fognatura in senso stretto è un sistema piuttosto antiquato che consiste nella costruzione di cunicoli sotterranei in laterizi, pietra, canne o fascine di legno.
L'aratura fognante consiste nello scavare cunicoli sotterranei con l'impiego dell'”aratro talpa” che agisce solo sottoterra senza bisogno di scavare fosse.
Tale sistema è stato perfezionato posando sottoterra tubi corrugati e forati sul dorso in PVC o polietilene che assicurano per alcuni anni un adeguato drenaggio del terreno.
Vedi anche "Drenaggio sottosuperficiale"

## Sistemazioni superficiali
Sistemazione a prode o alla toscana, sistemazione a cavalletto o alla bolognese, sistemazione a piantata, sistemazione a cavini o alla padovana, sistemazione a larghe o alla ferrarese, sistemazione a prosoni o alla lombarda.
Sono i nomi delle vecchie sistemazioni permanenti che hanno tenuto banco fino alla fine degli anni cinquanta del XX secolo.
Con l'affermarsi dell'agricoltura intensiva esse sono risultate un intralcio insuperabile alla meccanizzazione e sono state prima modificate e poi del tutto abolite.
Al loro posto è subentrato il drenaggio con tubi sotterranei e/o le sistemazioni temporanee cioè legate ad un ciclo di coltivazione ed eseguite con l'impiego di scavafossi.